# Zarand (shahrestan)
Zarand (persiska: Shahrestān-e Zarand, شهرستان زرند, زرند) är en shahrestan, delprovins, i Iran.   Den ligger i provinsen Kerman, i den centrala delen av landet, 700 km sydost om huvudstaden Teheran.
Delprovinsen hade 138 133 invånare 2016.